# Catch-22 (pel·lícula)
Catch-22 és una pel·lícula de guerra satírica adaptada de la novel·la homònima, dirigida per Mike Nichols i estrenada el 1970.
Considerada com una comèdia negra al voltant de "personatges alienats" de la novel·la satírica de Joseph Heller, ha estat el treball d'un equip de producció de talent que incloïa el director Mike Nichols i el guionista Buck Henry (que també ha tingut un paper a la pel·lícula). Han treballat en la pel·lícula durant dos anys i han complert la tasca complexa de recrear una base d'un bombarder de la Segona Guerra Mundial i de traduir una sàtira antiguerra. A més a més de Henry, el repartiment comprenia Alan Arkin, Bob Balaban, Martin Balsam, Richard Benjamin, Marcel Dalio, Art Garfunkel, Jack Gilford, Bob Newhart, Anthony Perkins, Paula Prentiss, Martin Sheen, Jon Voight i Orson Welles.

## Argument
El capità Yossarian, d'un bombarder B-25 de les Forces Aèries de l'Exèrcit dels Estats Units, es troba a l'Illa de Pianosa durant la Segona Guerra Mundial. Amb altres membres del seu esquadró, Yossarian s'embolica en perilloses missions de vol, i després d'haver vist morir els seus companys, busca un mitjà d'escapar-se'n.

## Producció

### Adaptació
La història és lleugerament diferent a la del llibre. Diverses branques de la intriga es deixen de costat i nombrosos personatges han intercanviat els seus diàlegs així com el seu destí amb altres. Malgrat aquests canvis en el guió, Joseph Heller aprova la pel·lícula segons un comentari de Mike Nichols i de Steven Soderbergh inclòs en els extres del dvd. Segons Nichols, Heller va quedar particularment impressionat per algunes escenes i diàlegs de Buck Henry, i hauria volgut poder incloure'ls en la seva novel·la.
El costat intel·lectual de la pel·lícula i el seu to totalment absurd entretallat de breus moments indecents, gairebé aterridors, realistes, donen a la pel·lícula una estimulació frenètica. Tot això a través d'una sèrie de flashbacks i de somnis del personatge central · .

### Pressupost
Paramount pressuposta 17 milions de dòlars a la producció i planifica un rodatge de sis setmanes, però les seqüències aèries han demanat sis mesos de presa de vistes resultant de més de 1.500 hores de rodatge. Totes aquestes preses de vistes representen de fet aproximadament deu minuts de pel·lícula pròpiament dita.

## Rebuda
Aquesta pel·lícula no va tenir de seguida un enorme èxit ni de públic ni de crítica. Els ingressos han estat menys importants que les de la pel·lícula M*A*S*H, una altra comèdia de guerra estrenada el mateix any. A més, la pel·lícula es va estrenar quan els americans estaven encara marcats per l'experiència de la guerra del Vietnam, cosa que va portar més cinèfils a no veure pel·lícules de guerra en general, exceptuat M*A*S*H i Patton. Lucia Bozzola, crítica, va escriure 
| « | La Paramount ha gastat molts diners en Catch-22, però ha estat passada per una altra comèdia antiguerra de 1970: Mash de Robert Altman. | » |

Jack Harwick i Ed Schnepf han dit que el film és ple de defectes, com un guió incoherent, i que les qualitats d'aquesta pel·lícula només eren les escenes aèries. Malgrat el fracàs comercial i les males crítiques, la pel·lícula va ser nominada per a un Premi BAFTA a la millor fotografia i ha conservat una imatge de pel·lícula de culte. Una reavaluació moderna ha fet de la pel·lícula una de "culte" favorit, i té actualment un nivell del 88% a Rotten Tomatoes.

## Repartiment
- Alan Arkin: Capità John Yossarian (Bombarder)
- Martin Balsam: Coronel Cathcart (CO, 256è esquadró)
- Richard Benjamin: Major Danby (oficial de les operacions de robatori)
- Art Garfunkel (Arthur Garfunkel): Capità Nately
- Jack Gilford: Dr. "Doc" Daneeka
- Buck Henry: Tinent Coronel Korn (Xo / policia romà)
- Bob Newhart: Major
- Anthony Perkins: Capità A.T. Tappman
- Paula Prentiss: Infermera Duckett
- Martin Sheen: 1r tinent Dobbs
- Jon Voight: 1r tinent Milo Minderbinder
- Orson Welles: Caporal General Dreedle
- Bob Balaban: capità Orr
- Susanne Benton: WAC de Dreedle
- Norman Fell: 1r sergent Towser
- Charles Grodin: Capità "Aarfy Aardvark"

## Premis i nominacions

### Nominacions
- 1971. BAFTA a la millor fotografia per David Watkin